# Каримов, Рахим
Рахим Каримов (Карим) (род. 6 июля 1960, Ош) — узбекско-русско-киргизский советский поэт, писатель, публицист, переводчик, киносценарист.

## Биография
Узбек. Выпускник Литературного института имени Горького в Москве (1986).
Работал в газетах «Голос текстильщика», «Акбуура», «Вечерний Ош», альманахе «Ош», областном управлении культуры, информационно-аналитическом агентстве «AKИpress», центрально-азиатской новостной службе CAnews.
Официальный представитель Международной Федерации русскоязычных писателей (МФРП) в Кыргызстане.
Несколько лет назад был публично проклят в одной из мечетей за статью о неблаговидных деяниях организаторов паломничества в Мекку и Медину.
В начале 2005 года был уволен из областного управления культуры. Подвергался избиениям.
В настоящее время зарабатывает на жизнь сотрудничеством с популярным интернет-изданием.

## Творчество
Автор романов, повестей, поэм и стихов. Является одной из ярких фигур узбекской литературы в Кыргызстане.

## Избранные произведения
- Роман «Камила» (стал победителем в конкурсе «Книжное Искусство-2005», проводившимся в Бишкеке. В том же году киргизская «Книжная палата» признала роман национальным бестселлером 2005. Книга была выдвинута на государственную премию Токтогула. Роман участвовал в российских конкурсах «Заветная мечта», «Большая книга» и был награждён литературной премией Молдо Нияза. Роман «Камила» издан на узбекском, киргизском и русском языках. В 2012 году роман Рахима Каримова завоевал почетное второе место на международном литературном фестивале Open Central Asia Book Forum & Literature Festival 2012.
- «Мир, превращающийся в базар, или Всеобщее торгашество» (поэма),
- «Кыянат»,
- «Дастан, написанный во сне»,
- «Хилкат» («Мироздание») ,
- «Рубины Бадахшана»,
- «Завтра была революция».

Участник, победитель и призёр ряда национальных и международных литературных конкурсов, в том числе, «Русская премия», «Русский стиль» (Штутгарт, Германия) и др.

### Публикации
- «Голос текстильщика»
- «Уш садоси»
- «Эхо Оша»
- «Ош жанырыгы»
- «Ош шамы»
- «Кыргыз туусу»
- «Слово Кыргызстана»
- «Заман-Кыргызстан»
- «Сарыкол» (ГБАО, Таджикистан)
- «Кыргыз руху»
- «Ёш ленинчи»
- «Узбекистон адабиёти ва санъати»
- «Халк сузи»
- «Литературная газета»
- «Юность»
- «Подольский Альманах» (Россия)
- «Минуты поэзии-2009»(Украина)
- «Учкун»
- «Молодость»
- «Ёш куч»
- «Ала-Тоо»
- «Литературный Кыргызстан»
- «Ош»
- «Шарк юлдузи» (Узбекистан),
- «Ёшлик»
- «Пресс-парк»
- «Кабар-Юг»
- «Южный рынок»
- «7х7»
- «Мировое поэтическое древо»
- «Ваша газета» и т. д.

## Книги
- «Прозрачные ручьи»
- «Радуга» (Ташкент, 1986, 1989, изд. Литературы и искусства им. Г. Гуляма).
- «Цветные сны» (Ош, 1988 г.)
- «Пятая заповедь» (1993 г.)
- «Камила» (2000 г., на узб.)
- «Камила» (Бишкек, изд-во «Шам», 2005 г., на кырг. яз.)
- «Камила» (Ош, ОсОО «Вега», 2007 г., на рус. яз.)
- «Хайвонот боги» (1998 г.)
- «Зоопарк» (2008 г.)
- «Измена» (2002 г.),
- «Мирозданье» (2003 г.)
- «Лаъли Бадахшон» (2007 г.)
- «Бадахшан бермети» (2007 г.)
- «Бейопа» (2008 г.)
- «Камила» (роман на узб. и кырг. яз., Лондон, 2013 г.)
- «Живое слово» (антология, Беларусь, 2013 г.).
- «Камила» (роман на рус. яз., Канада, 2014 г.)
- «Я оставлю миру любовь», (стихи на рус.яз., Канада, 2015 г., 500 стр.)
- «Три мышонка» (дет. расск., на рус.яз., Канада, 2015 г.)
- «Гариб», (роман рус. яз., 2016 г., 330 стр.).
- «Генерал из Сая» (док.- худ. роман, на рус. яз.. 2015 г.).
- «Сайлык генерал» (док.- худ. роман, на кирг. яз., 2015 г.)
- «Атанын кызы» (док.- худ. повесть, на кирг. яз., 2016 г.)
- «Гимн мира», (стихи на рус.яз., Канада, 2017 г., 330 стр.).
- «Комила», роман, на узб. яз., Ташкент, изд. «Сано-стандарт», 304 стр., 2017 г.
- «Хиёнат», повесть, на узб. яз., Ташкент, изд. «Сано-стандарт», 2018 г.
- «World poetry», подборка стихов, на англ.яз., Монголия, 2018 г.
- «World poetry», подборка стихов, на англ.яз., Монголия, 2019 г.

## Переводы
- Таш Мияшев. «Махабат менен коштошуу» (с кирг. на узб. яз.)
- Кармышак Ташбаев. «Бийик жердин балдары» (с кирг. на узб. яз.)
- Сапар Абылов. «Горустондон кайткан аял». «Алтын кепич» (с кирг. на узб. яз.)
- Эгемберди Эрматов. «Мухаммед пайгамбар» (с кирг. на узб.)
- Эгемберди Эрматов. «Пророк Мухаммед» (с кирг. на рус.)

## Премии
- Лауреат республиканской литературной премии им. Молдо Нияза,
- победитель областного журналистского конкурса «Алтын калем — 2003» («Золотое перо-2003»),
- лауреат Международного конкурса «Много языков — один мир»,
- лауреат второй премии Международного Книжного форума Open Central Asia Book Forum & Literature Festival — 2012 (Великобритания),
- финалист Open Central Asia Book Forum & Literature Festival — 2013,
- номинант на российские национальные литературные премии «Поэт года — 2013», «Поэт года — 2014», «Писатель года — 2014», «Поэт года — 2015», «Наследие — 2015», «Наследие — 2016».
- номинант на российскую литературную премию имени Сергея Есенина (2016).
- награждён серебряной медалью Евразийского литературного фестиваля фестивалей «ЛиФФт» (2017) г. Москва[2] .
- награждён нагрудным знаком «Кыргыз тили» («Кыргызский язык») Национальной комиссии по государственному языку при Президенте Кыргызской Республики, 2017 г.
- лауреат литературной премии имени Эгемберди Эрматова, 2018 г. (Кыргызстан).